# Christian Gottlieb Förster
Christian Gottlieb Förster (geboren vor 1737; gestorben 1801) war ein deutscher Viktualienhändler, Gastwirt und Fabrikant in Braunschweig. Er gilt als einer der Erfinder des deutschen Zichorienkaffees und gründete 1769 gemeinsam mit Christian von Heine in Braunschweig die erste Fabrik zu dessen Erzeugung. Sie erhielten am 14. April 1770 ein Fabrikationsprivileg von Herzog Karl I. von Braunschweig und Lüneburg und kurz darauf am 1. Oktober 1770 auch eine Konzession des Preußischen Königs. Die Produktion begann bereits im Jahr 1763 und wurde ab 1770 ausgeweitet.

## Persönliches
Förster war ein Sohn des Superintendenten Johann Justus Förster († 1738) aus Neustadt am Rübenberge. Der Bremer Buchhändler und Verleger Georg Ludewig Förster war sein Bruder. Förster studierte ab 1741 Theologie an der Universität Göttingen und ab 1750 an der Universität Helmstedt. Am 8. September 1757 heiratete er in Braunschweig Margaretha Eleonore (geborene Severin) und am 29. August 1774 in Hamburg Anna Catharine (verwitwete Beer). Er war der Vater von Johann Georg Justus Förster (1760–1824), der zunächst Sekretär bei der „Herzoglichen Deutschen Gesellschaft zu Helmstedt“, seit 1783 Hofmeister des Generalleutnants von Maiselau in Sankt Petersburg und später russischer Generalleutnant unter Zar Paul I. diente. Er hatte zudem eine Tochter Sophia Henrietta Carolina Förster (* 13. Februar 1763), die später (um 1780) in Sankt Petersburg den Baron Jean Henri Jallan De La Croix heiratete. Johann Georg Meusel erwähnt [C. G.] Förster und seinen Sohn noch im Jahr 1805 im achten Nachtrag zu Das gelehrte Teutschland, oder Lexikon der jetzt lebenden teutschen Schriftsteller.

## Die Erfindung des Zichorienkaffees
Förster war für einige Zeit als Gastwirt in Braunschweig aktiv. In seinem Buch Geschichte von der Erfindung des Cichorien-Caffee berichtet er, dass die Erfindung dieses Kaffeeersatzes durch einen Zufall entstanden war. Dorothea Friederica von Heine, die Frau des Braunschweigischen Majors Christian von Heine (1723 – 28. Februar 1799), war während einer Kutschfahrt von französischen Truppen überfallen und ausgeraubt worden. Sie litt anschließend an einem Gallenfieber, das zwar schnell geheilt werden konnte, aber seither wurde sie von einer akuten Appetit- und Schlaflosigkeit ergriffen, die sich über Monate hinzog. Der Major suchte bei dem hannoverschen Leibmedikus Werlhoff Hilfe für seine Frau, der ihr nun einen Tee aus den Wurzeln der Zichorie verschrieb, um sie zu heilen. Dieser Trank verursachte bei der Frau derartigen Ekel, dass sie bat, die getrockneten Wurzeln wie Kaffee rösten zu dürfen. Der Arzt erlaubte es ihr und versicherte, dass die heilende Wirkung dadurch nicht verloren ginge. Diese Art der Zubereitung war bisher zwar schon aus den französischen Kolonien bekannt, doch die Frau Dorothea Friederica von Heine (geborene Reichsgräfin von Rantrow, Rantzow oder Ranzau; 9. September 1726 – 22. September 1772) verfeinerte die Zubereitung so weit, dass daraus ein wohlschmeckendes Getränk entstand und sie bald vollständig von ihrer Krankheit genesen war. Frau von Heine berichtete Förster darüber, als er sich bei ihr in Holzminden aufhielt. Diese Geschichte weckte sein Interesse. Major von Heine und Förster hatten sich in der Universität Göttingen kennengelernt. Gemeinsam hatten sie den Entschluss gefasst, in Braunschweig eine Fabrik einzurichten, in der weiße Stärke hergestellt werden sollte, wofür sie bereits ein herzogliches Privilegium erhalten hatten.
In dieser neuen Fabrik sollte nun auch das Pulver für den neue Zichorienkaffee hergestellt werden, sobald sie eine erfolgreiche Rezeptur zusammengestellt hätten. Förster bat daher den Herrn Wegner, den damals einzigen „Caffetier“ der Stadt Braunschweig, zu sich, um ihn die neuen Kreation testen zu lassen. Das Urteil Wegners fiel sehr positiv aus. Da er nicht ahnte, dass es sich um einen Kaffeeersatz handelte, fragte er bei Förster nach, wo und zu welchem Preis dieser die Kaffeebohnen erworben habe. Förster bot ihm daraufhin seinen Kaffee für den halben Preis an, den Wegner für die Kaffeebohnen aus Übersee bezahlen musste. Der neue Kaffee wurde bald darauf im öffentlichen Caféhaus angeboten, ohne dass die Kundschaft einen Unterschied feststellte. Erst als durch einen Bediensteten herauskam, dass bei Wegner seit Monaten Zichorienkaffee verkauft worden war, beschwerten sich die Kunden plötzlich über den angeblich schlechten Geschmack und wollten wieder den Kaffee aus Bohnen trinken. In Holzminden sorgte inzwischen die Frau von Heine für die Einführung des Zichorienkaffees in die höheren Gesellschaftskreise.
Als Nächstes bemühten sich die von Heines und Förster um ein „Privilegium exclusivum“, das ihnen den alleinigen Anbau und die Zubereitung des Zichorienkaffees zusicherte. Dieses erhielten sie zum Ende des Jahres 1779, von Heine gab die Geldmittel und Förster übernahm die Einrichtung der Fabrikation und den Betrieb in seinem Braunschweiger Haus. Um der Konkurrenz durch den ausländischen Kaffee standhalten zu können, musste Förster die Kundschaft vom Nutzen seines Produkts überzeugen. Hierfür wandten sie sich an den preußischen König Friedrich II., den sie im Januar 1770 in Berlin aufsuchten. Sie kehrten mit einer Konzession zurück, die ihnen den alleinigen Anbau und die Zubereitung vom 1. Oktober 1770 bis 1776 für sechs Jahre zusicherte. Ihre Ware wurde mit einer Vignette gekennzeichnet, auf der ein deutscher Mann mit der einen Hand auf einem Feld Zichoriensamen aussät und mit der anderen die Schiffe zurückweist, die mit Kaffeebohnen beladen von den fernen Inseln zu den Häfen fahren. Darüber der Spruch: „Ohne euch gesund und reich!“
1771 gründeten sie eine weitere Fabrik in Berlin. Widrige Umstände, finanzielle Schwierigkeiten und schlechtes Saatgut führten bald zum Bruch zwischen von Heine und Förster und von Heine schied aus dem Unternehmen aus. Förster ging nach Hamburg und eröffnete 1773 in Wandsbek eine eigene Fabrik, wobei er seine Kinder bei Verwandten in Braunschweig zurücklassen musste. Von Heine versuchte ihn von Markt zu verdrängen, indem er in Zeitungen Anzeigen aufgab, dass echter Zichorienkaffee nur durch ihn in der „Herzoglich Braunschweigischen Cichorien-Caffee-Fabrik“ bei Herrn Johann Andreas Traub zu erwerben sei. Förster lebte nach eigenen Angaben mindestens 16 Jahre in Braunschweig, wurde also nicht dort geboren. Um 1774 kam er nach Sankt Petersburg, wo er kurzzeitig als Postmeister arbeitete.

## Rezeption
- Karl (Carl) Keller berichtete 1863 über die Erfindung des Zichorienkaffees im Kapitel Vom Weglugenkaffee in den Erzählungen des Pilgers von Schaffhausen.[10]

## Werke
- Geschichte von der Erfindung des Cichorien-Caffee. Georg Ludewig Förster, Bremen 1773 (e-rara.ch oder digitale-sammlungen.de).